# Microtritia paratropica
Microtritia paratropica är en kvalsterart som beskrevs av Wojciech Niedbała 2006. Microtritia paratropica ingår i släktet Microtritia och familjen Euphthiracaridae. Inga underarter finns listade i Catalogue of Life.